# Moviemax
Moviemax Italia fue una compañía italiana de distribución y producción cinematográfica perteneciente a Moviemax Media Group, fundada por Rudolph Gentile y Marco Dell'Utri (ahora dueños de M2 Pictures) y Guglielmo Marchetti (ahora propietaria de Notorious Pictures) en 2001. Más tarde agrega Pablo Dammicco que ha trabajado para Eagle Pictures durante años. La actividad de distribución comenzó en 2003, concentrándose a nivel nacional en los sectores de cine, televisión y video casero.
Las primeras películas que se distribuirán son Ripper: Carta del infierno, Talos, La sombra del faraón y Ciudad natural. El Moviemax tuvo el mérito de haber distribuido y dado a conocer la película de Richard Kelly Donnie Darko, que más tarde se convirtió en una película de culto. [1] Entre las otras películas se distribuyen Ghost Son por Lamberto Bava y Alpha Dog por Nick Cassavetes. En 2007, Moviemax se dedica a la producción cinematográfica, coproduce Piano 17 de los Manetti Bros, y produce un debut completamente negro a dos bandas, bajo la dirección del cantautor Federico Zampaglione.

## Distribución
- Talos - La sombra del faraón  ( Cuento de la Momia , 1998)
- Ripper - Carta del infierno  ( Ripper , 2001)
- Donnie Darko  (2001)
- La espina del diablo  ( El espinazo del diablo , 2001)
- Ciudad natural  (2003)
- Blueberry  (2004)
- Prueba - La prueba  (2005)
- Plan 17  (2005)
- Hombres y mujeres  ( Trust the Man , 2006)
- Ghost Son  (2006)
- Presencias de Innocenti  ( Huellas digitales , 2006)
- Alpha Dog  (2006)
- Slevin - Pacto criminal  ( Lucky Number Slevin , 2006)
- Pregunte al polvo  ( Ask the Dust , 2006)
- Factory Girl  (2006)
- Los Premios Darwin  (2006)
- Un amor hecho a medida  (2007)
- El beso que estaba esperando  ( En la tierra de las mujeres , 2007)
- Un puente a Terabithia  ( Puente a Terabithia , 2007)
- Semi-atado negro  (2007)
- Hairspray - La grasa es agradable  ( Hairspray , 2007)
- Todos los números de sexo  ( Sexo y muerte 1001 , 2007)
- Step Up 2 - El camino hacia el éxito  ( Step Up 2 the Streets , 2007)
- Sr. Magorium y el taller de maravillas  ( Mr. Magorium's Wonder Emporium , 2007)
- Uibù - Fantasma tonto  ( Hui Buh , 2007)
- En busca de la isla de Nim  ( Isla de Nim , 2007)
- Descubriendo a Charlie  ( Rey de California , 2007)
- Mi mayor sueño  ( Gracie , 2007)
- El nombre de mi asesino  ( Sé quién me mató , 2007)
- Pasajeros - Misterio a gran altura  ( Pasajeros , 2008)
- Planet 51  (2009)
- Parnaso - El hombre que quería engañar al diablo  ( El imaginario del doctor Paranassus , 2009)
- Gamer  (2009)
- Justicia privada  ( Ciudadano respetuoso de la ley ) (2009)
- Dos corazones y un tubo  ( El Interruptor ) (2010)
- Enterrado - Enterrado  ( Enterrado ) (2010)
- Refugio - Identidad Paranormal  ( Refugio ) (2010)
- Con los ojos del asesino  (2010)
- Sierra 3D - El capítulo final  ( Sierra 3D ) (2010)
- Dylan Dog - La Película  ( Dylan Dog ) (2010)
- Scream 4  ( Scream 4 ) (2011)
- ¿Pero cómo haces todo?  ('No sé cómo lo hace') (2011)
- Box Office 3D - La película  (2011)
- Secuestro - Reanuda tu vida  ( Secuestro ) (2011)
- Como no se menciona  (2012)
- Eco planet - Un planeta para salvar  (2012)
- No abras la puerta 3D  (2013)
- 7 psicópata  (2013)
- Redención - Identidades ocultas  (2013)
- Poder del dinero  (2013)
- Película cómica '(2013)
- Justin y los valientes caballeros  (2013)
- La metamorfosis del mal  (2014)
- "Postman Pat - la película" (2015)

- Datos: Q3866546